# Estatuas-menhires del grupo corso

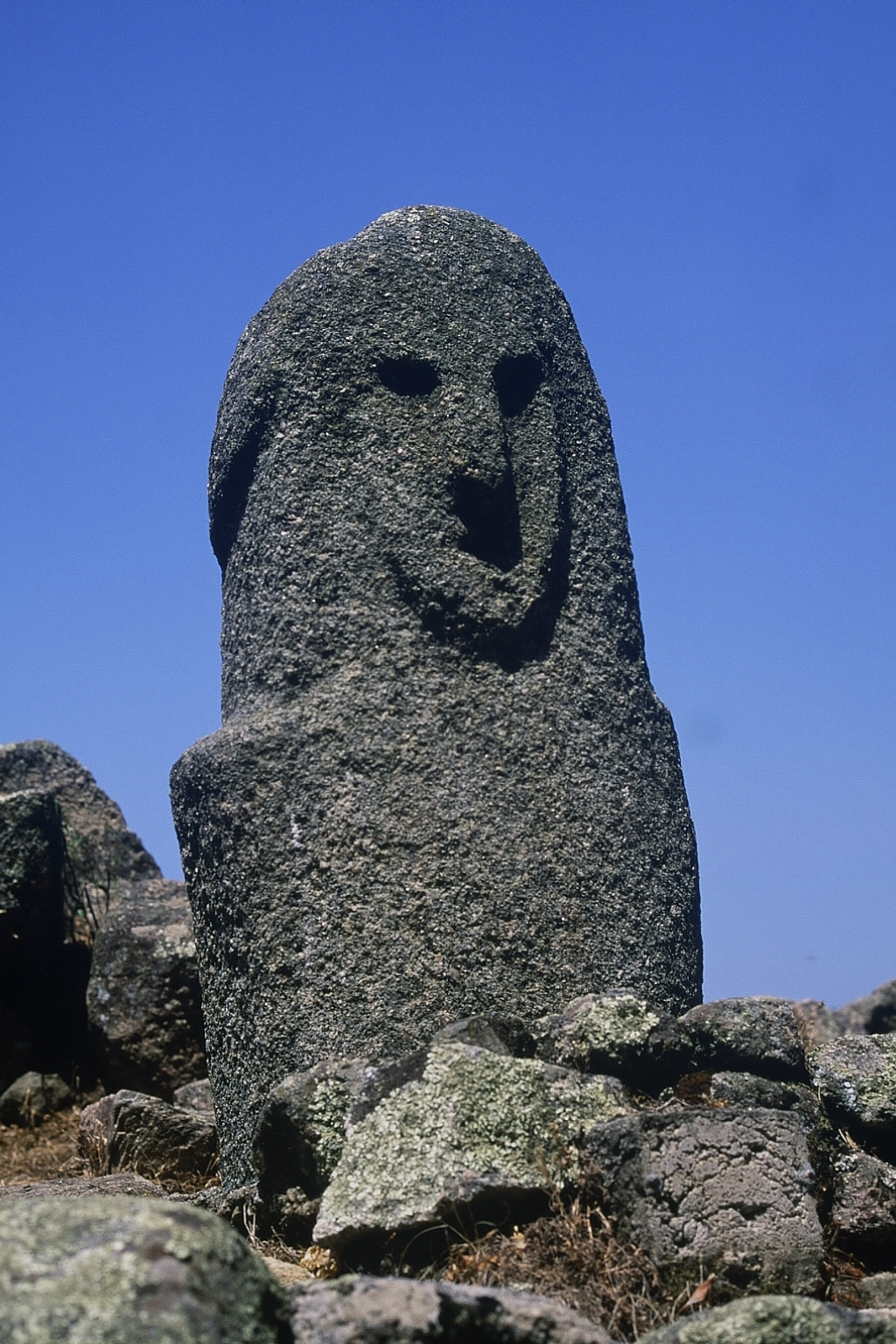
Estatua-menhir de Filitosa IX.

Las estatuas-menhires del grupo corso incluyen un centenar de estatuas-menhires descubiertas en los dos departamentos de Córcega. Se distinguen de otros grupos de estatuas-menhires conocidos en Europa y en la cuenca mediterránea por su mayor altura, su gran homogeneidad estilística, su iconografía original y su cronología particular. Constituyen uno de los elementos más espectaculares y la última etapa del megalitismo en Córcega.

## Historia
Algunas estatuas-menhires corsas eran conocidas desde hacía mucho tiempo. Prosper Mérimée describió la stantara de Apricciani ya en 1840 en sus Notes d'un voyage en Corse, que identificó como un «ídolo de los moros». En su inventario de 1931, el comandante Octobon calificó de «bastante pobre» el grupo corso, del que entonces solo se conocían seis estatuas. A partir de los años 50, los descubrimientos de Roger Grosjean le permitieron elaborar un primer inventario y proponer una primera datación de estas estatuas, distinguiendo entre un primer periodo (finales del tercer milenio a. C. correspondiente a las estatuas desarmadas y un segundo periodo correspondiente a las estatuas armadas (entre el 1500 y el 1000 a. C.)
En la década de 1960, los trabajos de Roger Grosjean contribuyeron también al desarrollo de la «teoría de las Shardanes», que pretende ofrecer una interpretación global de la evolución histórica de Córcega desde el Neolítico hasta la Edad del Bronce. Esta teoría explica la aparición de los yacimientos estatuarios-menhires y fortificados torreanos en Córcega, que constituyen nuevos elementos que marcan una ruptura al final de la Primera Edad del Bronce, como prueba del conflicto que habría enfrentado a la población autóctona con invasores de origen shirdano, quienes, tras su derrota hacia el 1200 a. C. a manos de Ramsés III, se habrían extendido por las costas del Mediterráneo, en particular Córcega y Cerdeña. Según Grosjean, las armas representadas en las estatuas-menhires de Córcega, principalmente en Filitosa y Cauria, no pertenecían a la población local y eran comparables a las de los bajorrelieves de Medinet Habu que representan la batalla naval entre Ramsés III y los Pueblos del mar. Las estatuas habrían sido erigidas por los invasores para celebrar su victoria sobre los invasores, que las habrían roto y reutilizado en sus construcciones (Filitosa). Desde el principio, esta teoría fue discutida, ya que no resistía una comparación estricta entre las representaciones de Medinet Habu y las de las estatuas-menhires corsas, pero no por ello dejó de tener un gran éxito. A principios de los años 90, el descubrimiento en Terrina, por el equipo de Gabriel Camps, de una cultura local (terriniana) presente en toda la isla, que dominaba la producción de metales a mediados del tercer milenio a. C. y fabricaba armas idénticas a las representadas en las estatuas-menhires, condujo al abandono definitivo de la teoría shirdana, ya que se había demostrado que no se había producido ninguna ruptura con el pasado al final de la Edad del Bronce inicial. A partir de los años 90, los trabajos llevados a cabo en el bajo valle del río Taravo y en la meseta de Cauria permitieron completar los inventarios y plantear interrogantes, demostrando que las estatuas-menhires y los edificios terrianos fueron erigidos por el mismo grupo humano.

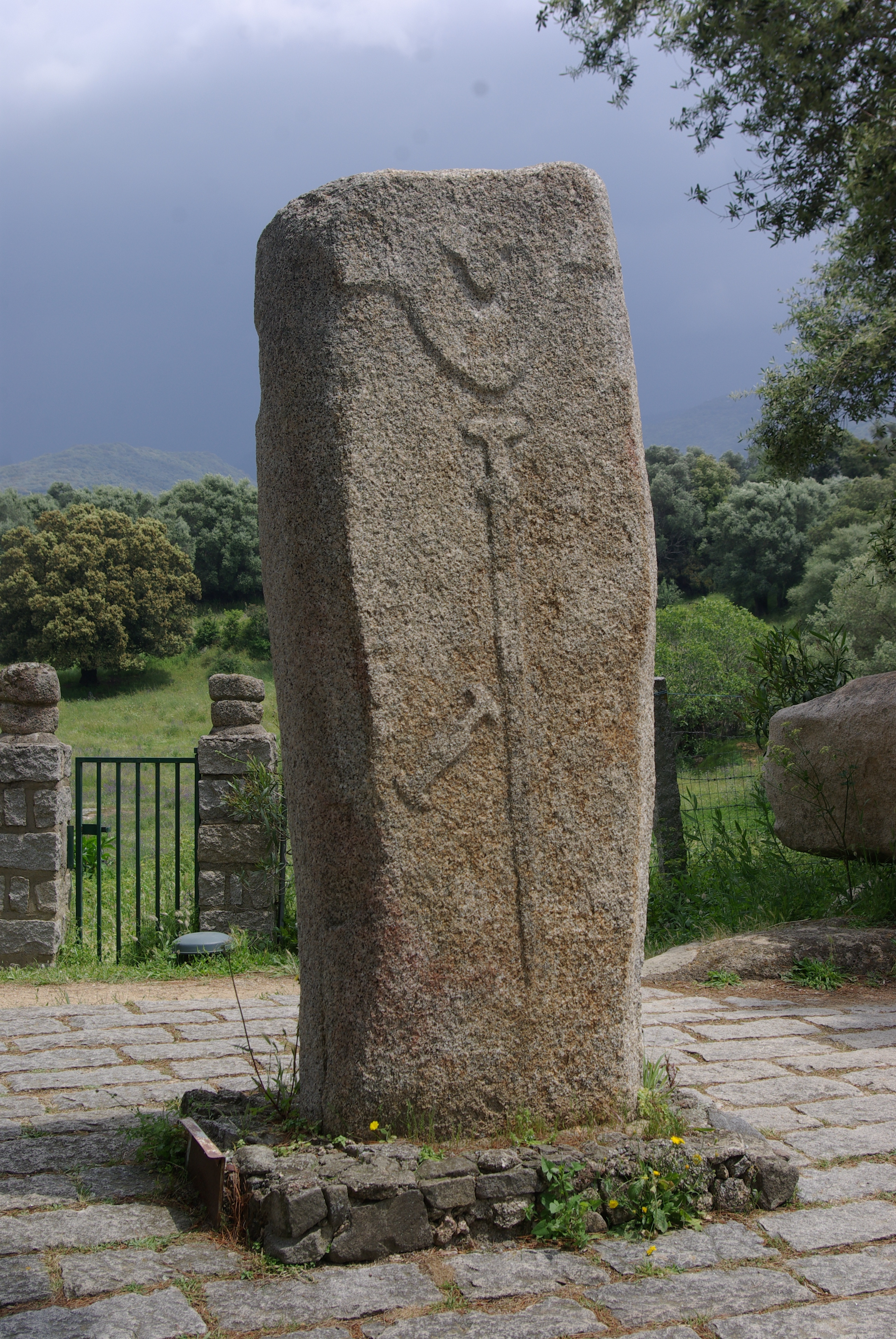
Estatua-menhir de Filitosa V.

## Características generales
Alrededor de un centenar  de estatuas-menhires (96 estatuas-menhires y 14 menhires-estelas, se han registrado en la isla, donde se extienden por casi toda la isla, aunque hay una alta densidad en el sur, desde la costa hasta la media montaña, con preferencia por las zonas abiertas (mesetas, valles). Dependiendo de la roca madre local, se construyeron en arcosa, caliza, esquisto, pero la mayoría son de granito. Las estatuas-menhires fueron esculpidas en bulto redondo o bajorrelieve.

### Características antropomórficas
Las estatuas-menhires de Córcega son las más altas de la cuenca mediterránea, con una altura que varía entre 2,20 m y 3,74 m.Teniendo en cuenta la parte enterrada (0,40 m a 0,50) una vez erigida, su altura es entonces aproximadamente comparable o superior a la de un hombre. Con sus formas regulares y su fuerte antropomorfismo, cada vez más realista con el paso del tiempo y acentuado por la representación de vestimentas y armas,, «en ninguna parte es más apropiado el término estatuas-menhires». Su gran homogeneidad estilística refleja una codificación iconográfica común a todos los grupos humanos de la isla. Las variaciones estilísticas son menores (estética general) excepto en los atributos de la vestimenta. Las variaciones estéticas corresponden a la morfología del canto rodado utilizado o a un mayor o menor grado de esquematización de los personajes y atributos antropomorfos. 
La cabeza se confunde a veces con el tronco y la estatua se asemeja a un hito, mientras que otras veces está claramente separada del tronco con un cuello claro. Los rostros son ovalados, a veces muy alargados, pero muy homogéneos en su composición. Los ojos están hundidos y la nariz alargada está en relieve. La boca está sistemáticamente representada, cerrada por una simple línea horizontal o abierta por una forma ovalada hueca. Las orejas a veces están presentes  de forma prominente (Niolu-Sagona, Nebio) o más cortas (grupos suroccidentales). Casi todas las estatuas presentan un engrosamiento en la parte superior de la cabeza, reconocido sucesivamente como casco, tocado o cabellera, pero solo tres estatuas-menhires presentan huecos en las sienes que, según Roger Grosjean, estaban destinados a albergar verdaderos cuernos.
Hay algunas representaciones de senos en forma de cúpulas o protuberancias semiesféricas (Castaldu, grupo Sagone) pero ninguna del sexo. Solo seis estatuas tienen brazos pero las piernas están siempre ausentes. Es en el pecho y la espalda donde la diversidad estilística es mayor. En la espalda, una quincena de estatuas  presentan una representación de la columna vertebral, siempre en hueco, y de los omóplatos, siempre en relieve. Los grabados curvilíneos en forma de «espina de pez» que envuelven el torso o la espalda (Filitosa X y XIII, Scalsa Murta) se interpretan como una representación de las costillas  o como la de una coraza (Grosjean), siendo ambas hipótesis compatibles. Las estatuas-menhires del grupo corso son asexuadas. La ausencia de armas y la existencia de cúpulas que representan senos en algunas estatuas del norte de la isla pudieron hacer pensar a Joseph Cesari que se trataba de estatuas-menhires femeninas, pero la existencia de un «tocado», interpretado como un casco con protecciones laterales, invalida esta hipótesis.

### Armas representadas
Los atributos representados son escasos; se trata principalmente de representaciones de armas, en particular realistas (espada, daga), a veces asociadas a tahalís  que constituyen a veces el único motivo decorativo de la estatua (Pozzone, Palaghju, Apazzu, Cauria V y VII). 41 estatuas-menhires armadas con un total de 45 armas (28 espadas, 12 puñales, 4 fragmentos de hoja, 1 flecha). Las lanzas nunca se representan, aunque son comunes en los hallazgos arqueológicos. Las espadas y las dagas se representan de frente, la mayoría de las veces en posición vertical (suspendidas o no de un tahalí), más raramente inclinadas (sobre todo las dagas), algunas con vaina, a veces en posiciones poco realistas que pueden resultar bien de una obligación ligada a la escultura del material, bien de un deseo de exhibirlas (arma de prestigio).
Muchas estatuas están desarmadas, incluidas las del sur de la isla (Appriciani, Tarvo, Tavera, U Scumunicatu, U Nativu, Nuvallela, Piève, Murtola)..Es probable que la existencia o ausencia de estos atributos guerreros distinga a personajes de distinto estatus. Estas armas están grabadas o esculpidas en bajorrelieve, pero estos atributos también pueden haber sido representados de otra forma en el pasado (pintura), ya que se han descubierto varias estatuas-menhires con restos de coloración roja (Cauria, Filitosa). También se ha sugerido que las armas se añadieron después de erigir el monumento.

### Subgrupos regionales
Teniendo en cuenta su distribución geográfica y sus características morfológicas e iconográficas, en particular por la presencia o ausencia de representaciones de armas, las estatuas-menhires de Córcega se clasifican a veces en cuatro subgrupos, dos en el norte (grupo de Nebbio y grupo de Sagone) y dos en el suroeste de la isla (grupo de Taravo, grupo de Sartenais):
- El grupo Nebbio se caracteriza por ejemplares más pequeños, con formas más geométricas, cuello ancho, hombros cortos y silueta regular que se estrecha hacia la base. Los rasgos antropomorfos son más detallados (pecho, orejas) y el rostro está tratado de forma muy realista (Capo Castinco), pero la principal característica de este subgrupo es la ausencia de armas.

- El subgrupo Sagone incluye estatuas aún más corpulentas que las de Nebbio, en las que las orejas están asociadas a un peinado redondeado y abombado, y que se caracterizan por la representación del pezón del seno mediante pequeñas cúpulas.
- El subgrupo Taravo es el más importante en número, y los yacimientos donde se encuentra son muy densos, como en Filitosa. Las estatuas son de gran tamaño, las figuraciones son muy esquemáticas (Filitosa X y XV) o, por el contrario, muy realistas (Filitosa VI, IX, XIII), y casi todas presentan armas en bajorrelieve.
- el subgrupo de Sartenais está formado por estatuas, a menudo incluidas en el importante alineamientos megalíticos del suroeste de la isla (Palahgju, Apazzu, I Stantari, Rinaghju), donde la densidad de yacimientos prehistóricos de todo tipo es muy elevada, con una esquematización muy fuerte con estatuas en forma de hito o casi rectangulares.

## Contexto del descubrimiento
La mayoría de las estatuas-menhires del grupo se encontraron en zonas de cultivo, en las partes bajas de los valles y en pequeñas mesetas, mientras que una docena de ellas (grupo de Nebbiu, región de Niolu) se hallaron en un contexto más montañoso y pastoril. Casi todos los monumentos se erigieron en relación con la topografía, cerca de rutas de paso (vados, pasos)  o en conexión con manantiales o humedales (Rinaghju, I Stantari, Apazzu, Palaghju)  bien drenados. En dos tercios de los casos, se erigieron cerca de asentamientos fortificados (Pozzonu, Valle, Curnadoghja, E Collule). «La reutilización de numerosas estatuas en el paramento del monumento central de Filitosa es un caso aislado». Algunas fueron erigidos en asociación con otros megalitos dentro del alineamiento de piedras en asociación con simples menhires,, otros en conexión con monumentos funerarios (Palaghju, Rinaghju, Tavaro).

## Datación
Las estatuas-menhires corsas son el ejemplo más reciente y más completo del megalitismo antropomorfo corso. Aparecieron hacia 1300/1000 a. C.  en el suroeste de la isla (meseta de Cauria), unos 1800 años después de las estatuas-menhires continentales y de las geográficamente más cercanas a las de Cerdeña, y en un contexto sociocultural y territorial muy diferente.
La homogeneidad estilística de las estatuas sugiere que datan de un periodo común  pero la ausencia o representación de armas contribuye a acentuar una distinción entre las estatuas del norte de la isla y las del sur. Las armas representadas en las estatuas permiten datarlas en un periodo comprendido entre el Bronce medio y el Bronce final, mientras que las estatuas desarmadas podrían datar de un periodo anterior comprendido entre finales del Neolítico y principios de la Edad del Bronce. La aparición de estatuas-menhires armadas corresponde al desarrollo de «una sociedad jerarquizada, cuyas figuras más importantes son representadas como guerreros y están claramente implicadas en la adopción de nuevos conceptos territoriales a través de la monumentalización de puntos notables del paisaje, como encrucijadas, vados y zonas acuíferas». La aparición contemporánea de construcciones defensivas (castelli, torres) y las representaciones de individuos armados evocan el malestar social que vivían las pequeñas comunidades humanas asentadas en la ribera mediterránea en aquella época.